# Guyanai dollár
A guyanai dollár Guyana hivatalos pénzneme 1966 óta.

## Érmék
| Érték     | Átmérő  | Anyag | Súly   | Szegély |
| --------- | ------- | ----- | ------ | ------- |
| 1 dollár  | 17 mm   | réz   | 2,4 g  | recés   |
| 5 dollár  | 20,5 mm | réz   | 3,75 g | recés   |
| 10 dollár | 23 mm   | réz   | 5 g    | recés   |

## Bankjegyek
2013. december 9-én bocsátották ki az 5 000 dolláros bankjegyet.
| névérték     | méret       | szín | leírás                                  | leírás                | dátumok            | dátumok     |
| névérték     | méret       | szín | Előlap                                  | Hátlap                | kibocsátás         | visszavonás |
| ------------ | ----------- | ---- | --------------------------------------- | --------------------- | ------------------ | ----------- |
| 5 000 dollár | 156 x 65 mm | zöld | az ország térképe, névérték, leopárdfej | hoatzin madár, őserdő | 2022. december 20. | forgalomban |

## Emlékbankjegyek
| névérték     | méret       | szín | leírás                                  | leírás | dátumok   | dátumok      |
| névérték     | méret       | szín | Előlap                                  | Hátlap | nyomtatás | kibocsátás   |
| ------------ | ----------- | ---- | --------------------------------------- | --- | --------- | ------------ |
| 2 000 dollár | 156 x 65 mm | zöld | névérték, az ország térképe, leopárdfej | Wai-Wai minta a függetlenség 55. évfordulóján One People, One Nation, One Destiny logó; hat különböző etnikai fajhoz tartozó gyermek feje | 2022      | 2022 február |

## Külső hivatkozások
- bankjegyek